# نشان افتخار (ایران)
نشان افتخار در ایران، عنوان نشانی نظامی است که توسط رضاشاه پهلوی در سال ۱۳۱۶ خورشیدی ایجاد شد. این نشان به پاس خدمات ارزنده نظامی در زمان صلح یا جنگ به نظامیان اهدا می‌شد.

## طراحی و ساخت
این نشان ستاره ای شکل که متشکل از دو ستاره پنج پَر متقاطع بوده، نشانی یک رو و از جنس نقره با عیار ۹۲۵ در هزار و دارای میناکاری در چهار رنگ آبی، سبز، سفید و سرخ است. رنگهای سبز، سفید و سرخ نمادی از پرچم ایران هستند و به شکل دایره های هم مرکز در وسط نشان دیده می شوند. در مرکز دایره آخر که به رنگ سرخ است، تاج پهلوی قرار دارد. قطر آن ۴۴/۵ میلیمتر و وزن آن ۲۱/۳ گرم بوده و دارای روبانی با پنج خط عمودی سیاه و چهار خط عمودی سفید می باشد که به‌صورت متناوب قرار گرفته اند. این نشان در شرکت Huguenin سوئیس طراحی و ساخته شده است. نام این شرکت بر روی برخی نشانهای افتخار حک شده است.
رنگ روبان این مدال شباهت زیادی به رنگ روبان نشان ذوالفقار در زمان قاجار دارد، با این تفاوت که تعداد خطوط افقی در نشان ذوالفقار شامل سه خط سیاه و دو خط سفید است. طراحی ستاره ای شکل (ستاره پنج پر) نشان افتخار نیز مشابهت زیادی با نشان ذوالفقار دارد اما به لحاظ نحوه قرارگیری ستاره، عدم وجود شمشیر، رنگ مینا و نقش مرکزی کلاً با آن تفاوت است.
بعضی از این نشانها دارای آبکاری طلا و دو شاخه زیتون بهم متصل بر روی روبان، و برخی فاقد این آبکاری و تزئینات روی روبان هستند که احتمالاً این تفاوت در طراحی مربوط به درجات مختلف آن 
.

## درجات
این عنوان در دو قالب نشان و مدال و هر یک در سه درجه اعطاء می‌گردید که عبارتند از:

### نشان افتخار

نشان درجه یک افتخار
نشان درجه دو افتخار
نشان درجه سه افتخار

### مدال افتخار

نشان درجه یک افتخار
نشان درجه دو افتخار
نشان درجه سه افتخار

### دریافت کنندگان
تمامی شهدای ایران زمین دارنده نشان درجه یک افتخار می باشند. 